# Wald-Simse
Die Wald-Simse (Scirpus sylvaticus) ist eine Pflanzenart aus der Gattung Simsen (Scirpus) innerhalb der Familie der Sauergrasgewächse (Cyperaceae). Sie ist in Europa weitverbreitet.

## Beschreibung und Phänologie

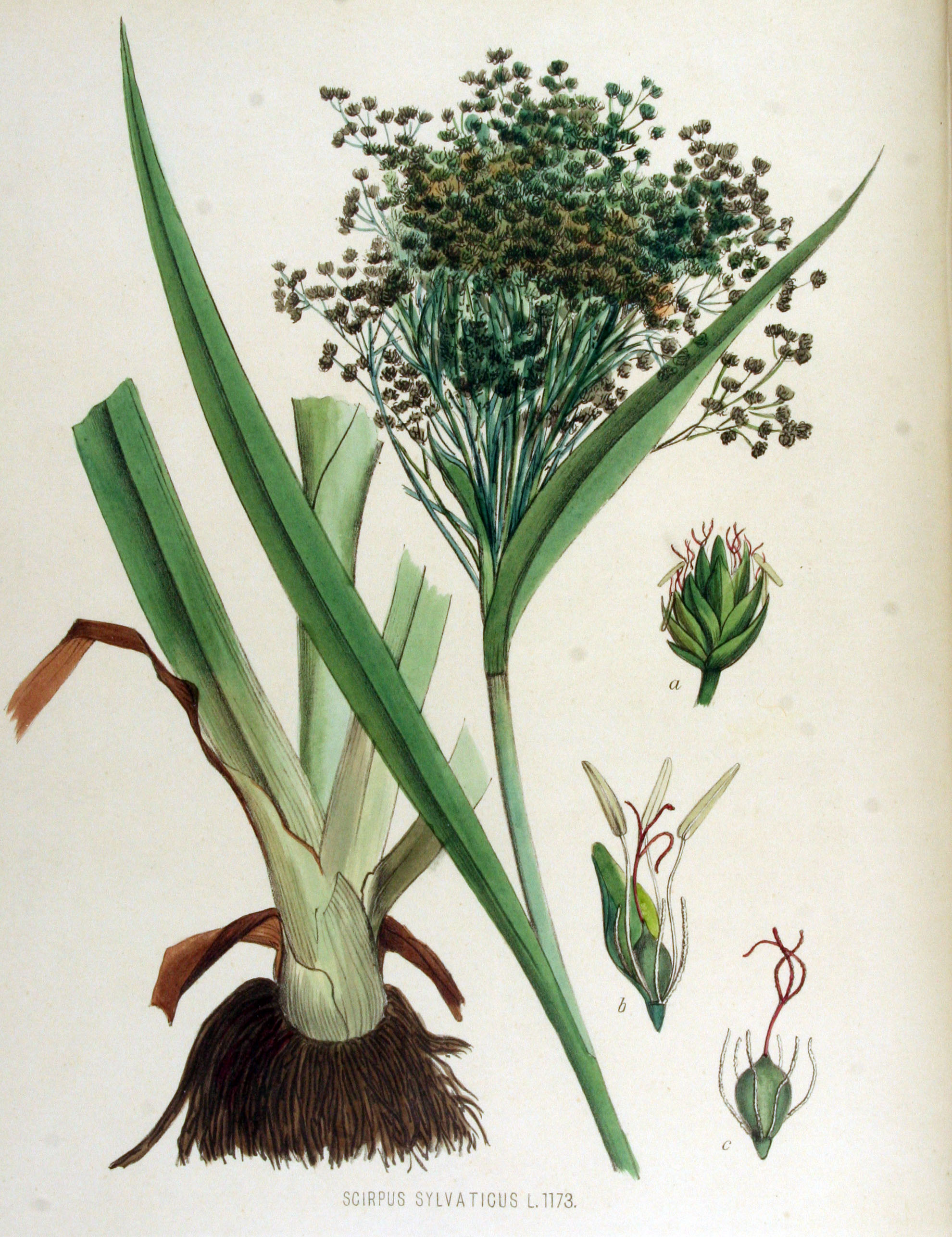
Illustration aus Flora Batava, Volume 15

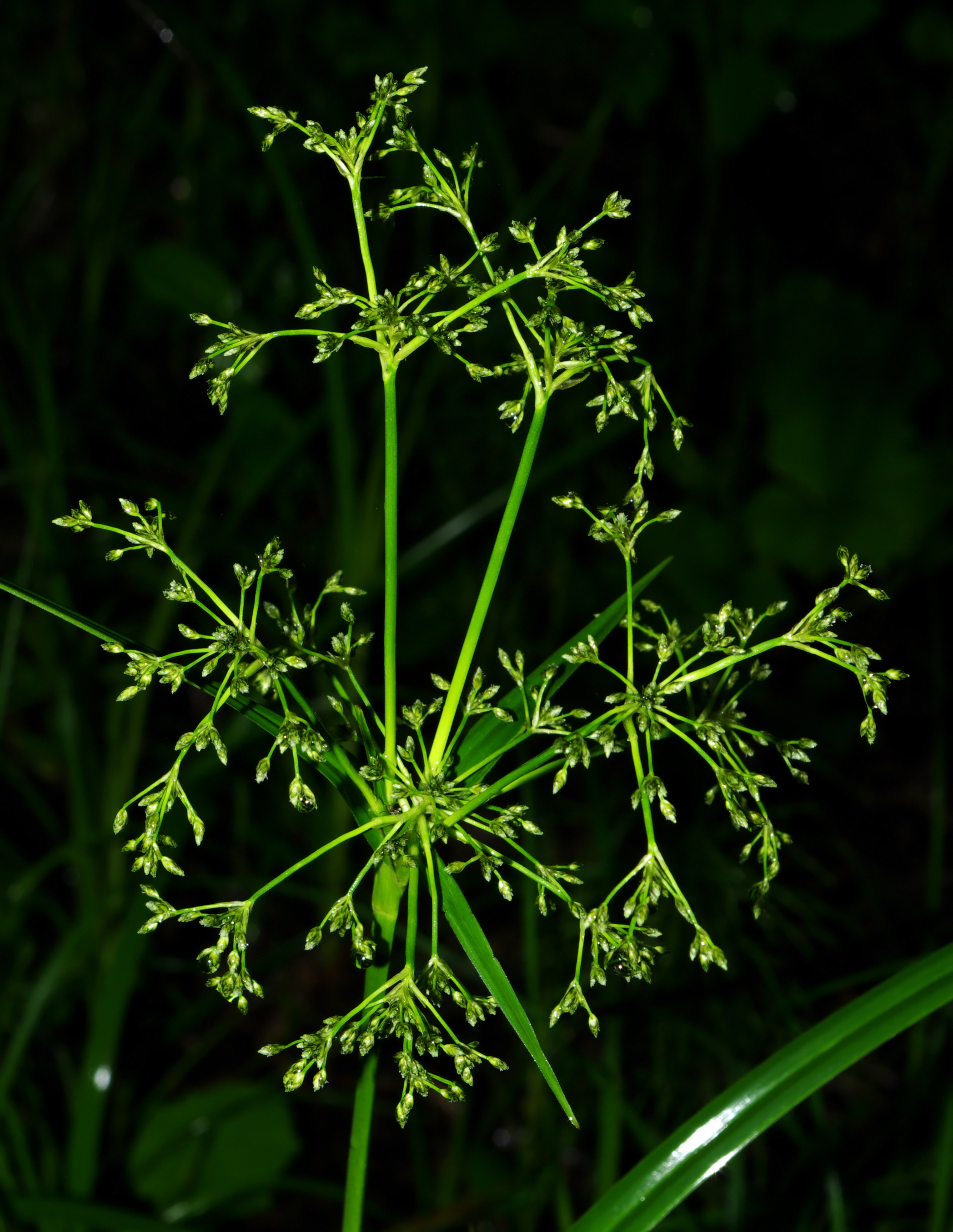
Blütenstand von oben

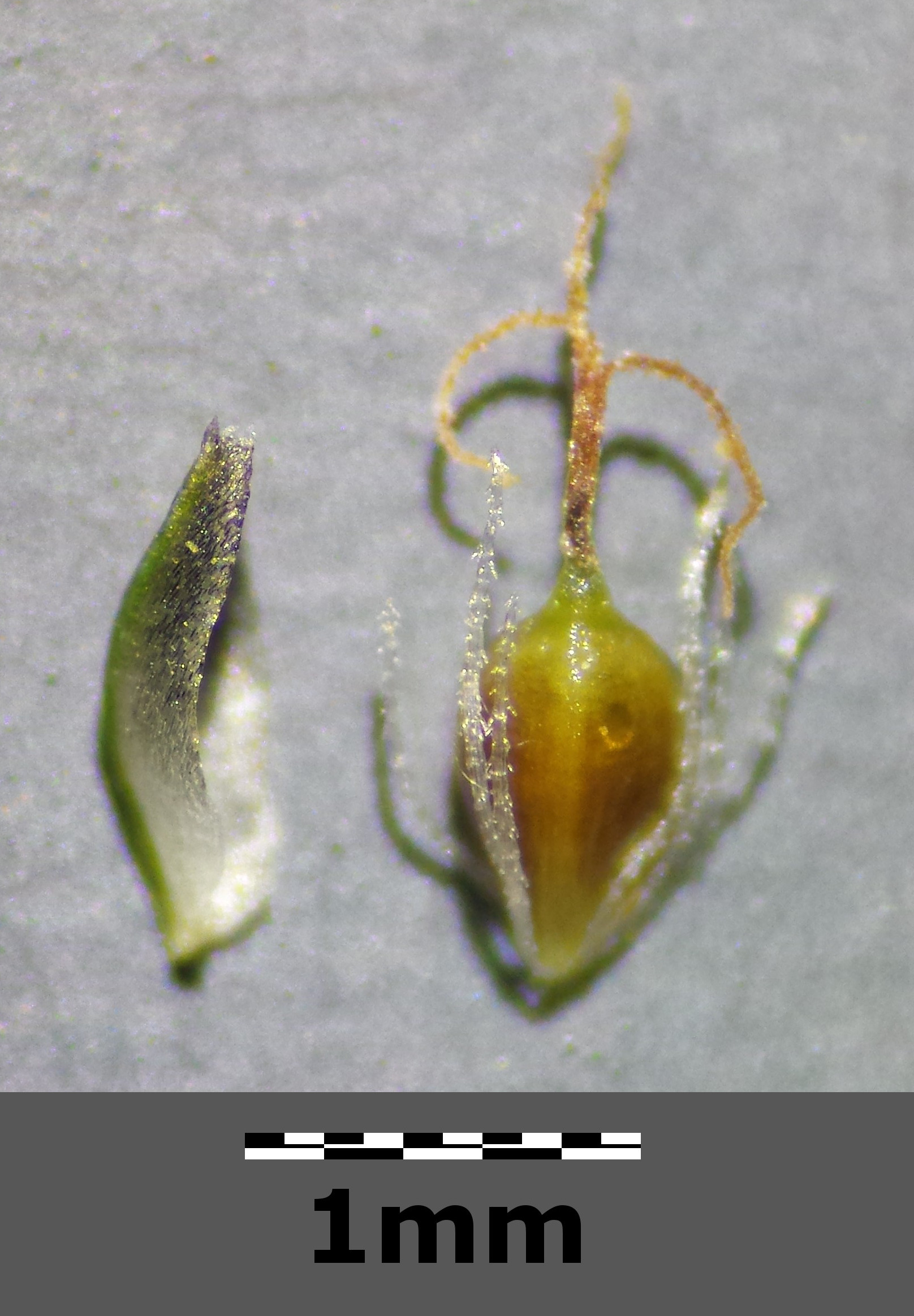
Blüte/Frucht (rechts) und zugehöriges Deckblatt (links). Das schwarz- bis braungrüne Deckblatt ist gekielt und weist eine Stachelspitze auf. Am Grund des Fruchtknotens sitzen 6 Perigonborsten mit nach unten gerichteten Haken. Die Blüte weist drei Narben auf.

### Vegetative Merkmale
Die Wald-Simse  ist eine ausdauernde Pflanze, die Wuchshöhen von etwa 25 bis 100 Zentimetern erreicht. Von ihrem Rhizom gehen unterirdische Ausläufer aus. Der starr aufrechte oder häufig übergebogene, knotenlose Stängel ist hohl, stumpf dreikantig. meist unverzweigt und bis oben beblättert. Die grasartigen, einfachen Blattspreiten sind gelbgrün bis braun, 4 bis 16 Millimeter breit und im Querschnitt eher flach (in der Mitte leicht rinnig); an der Spitze laufen sie dreikantig aus. Ihr Rand und der Mittelnerv sind rau.

### Generative Merkmale
Die Blütezeit reicht von Mai bis August, seltene bis Oktober. Der Stängel endet in einem Blütenstand in Form einer lockeren, bis 25 Zentimeter breiten, mit ein bis drei Hüllblättern versehenen Spirre, die aus mehreren hundert schwärzlich-grünen, eiförmigen Ährchen besteht. Die Spirrenäste sind 16 bis 20 Zentimeter lang. Die Hüllblätter sind kürzer oder nur wenig länger als der Blütenstand. Die 3 bis 4 Millimeter langen und etwa 2 Millimeter breiten Ährchen sind zu zweit bis neunt köpfchenartig angeordnet oder befinden sich einzeln am Ende der Spirrenäste. Sie sind 10- bis 20-blütig. Die zwittrigen Blüten sind dreizählig. Die hypogynen Borsten sind zu sechst, gerade und etwa so lang wie die Frucht. Die Früchte (Nüsschen) sind gelblichweiß und bei einer Länge von etwa 1 Millimeter und einer Breite von 0,8 Millimeter elliptisch mit einer kurzen Spitze. Fruchtreife ist im August.
Die Chromosomenzahl beträgt 2n = 62 oder 64.

## Ökologie
Die Wald-Simse ist ein rasenbildender Rhizom-Geophyt bzw. eine Sumpfpflanze. Vegetative Vermehrung erfolgt durch Verzweigung der Rhizome. Eine jahreszeitlich sehr späte Mahd schadet der Pflanze, weil dann die Knospen an ihren Ausläufern erfrieren. Die Rhizome dienen als Speicherorgane für Stärke. Im Frühjahr erlauben diese Reservestoffe ein rasches Austreiben. Wald-Simsen wurzeln sehr tief und sind auch in der Lage, luftarmen Boden zu erschließen. Dabei hilft ihnen ein System aus Durchlüftungskanälen, das die Blätter zwischen den Blattrippen durchzieht.
Blütenökologisch handelt es sich um eine windblütige Art vom „Langstaubfädigen-Typ“.
Die Nussfrüchte haben raue Perigonborsten, die als Haftorgan für die Klettausbreitung durch Sumpf- und Wasservögel dienen. Möglicherweise sind sie auch hilfreich für die Windausbreitung. Außerdem findet Bearbeitungsverbreitung durch Kleinvögel statt.
Die Wurzeln sind manchmal von einem Älchen (Heterodera radicicola) befallen, sodass sie spindelförmig anschwellen.

## Vorkommen
Die Wald-Simse kommt von Europa bis Zentralasien und Sibirien vor.  In Europa hat sie im Ostseegebiet eine geschlossene Verbreitung bis etwa 63° nördlicher Breite. In Island und Portugal fehlt sie. In Deutschland sind nur örtliche Verbreitungslücken vorhanden.
Die Art tritt von der Ebene bis in die voralpine Region auf. Sie steigt in den Alpen bis in Höhenlagen von 1500 Metern auf. Auch in den Allgäuer Alpen steigt sie in Bayern auf der Alten Piesen-Alpe bei Rohrmoos bis zu 1500 Metern Meereshöhe auf.
Am Juifen im Karwendelgebirge erreicht sie 1690 Meter, auf dem Simplonplateau im Kanton Wallis 2000 Meter.
Sie besiedelt nährstoffreiche Sümpfe und Niedermoore, quellige Lehmböden, nasse Wiesen und Grabenränder sowie Au- und Bruchwälder. In nassen Streuwiesen siedelt sie sich an den nassesten Stellen an. Häufig kommt sie in Mitteleuropa an ihren Standorten meist nur in kleineren, seltener auch in größeren und dann in der Regel in lockeren Beständen vor. Die Wald-Simse gedeiht am besten auf gut durchlüfteten, nassen, kühlen und eher sauren Böden. Sie ist eine Charakterart des Scirpetum sylvatici aus dem Verband Calthion, kommt aber auch in Gesellschaften des Verbands Alno-Ulmion vor.
Die ökologischen Zeigerwerte nach Landolt et al. 2010 sind in der Schweiz: Feuchtezahl F = 4+w+ (nass aber stark wechselnd), Lichtzahl L = 3 (halbschattig), Reaktionszahl R = 3 (schwach sauer bis neutral), Temperaturzahl T = 3 (montan), Nährstoffzahl N = 3 (mäßig nährstoffarm bis mäßig nährstoffreich), Kontinentalitätszahl K = 2 (subozeanisch).

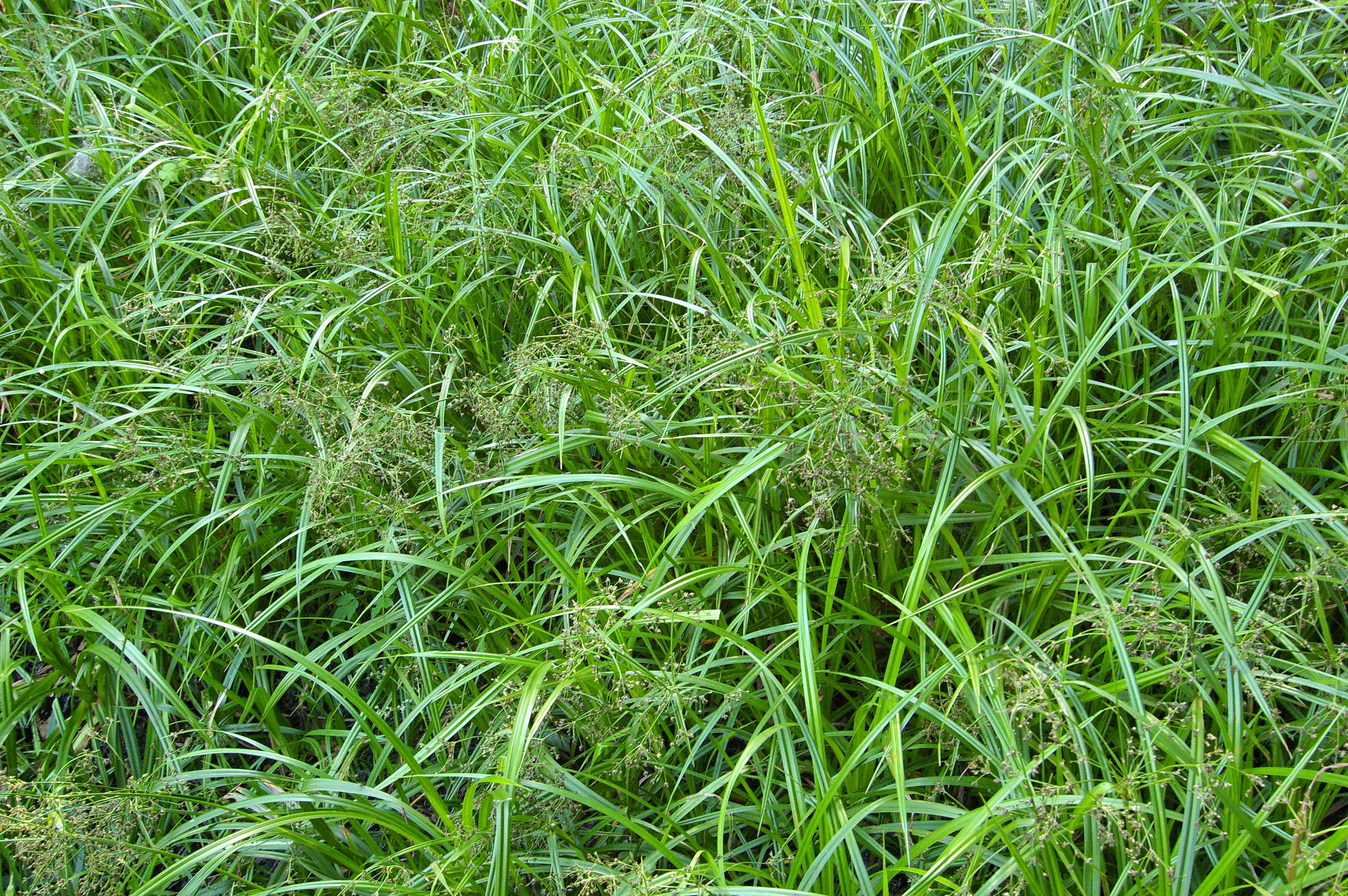
Bestand der Waldsimse

Wo Nasswiesen mit Beständen der Wald-Simse vorkommen, muss man sie durch intensive Beweidung vertreiben. Zwar wird sie vom Vieh kaum gefressen, doch erträgt sie Tritt und wohl auch Stickstoffeintrag durch wiederholten Kotabsatz so schlecht, dass sie meist eingeht. Auf beweideten Sumpfwiesen findet man die Wald-Simse daher fast nur in den Entwässerungsgräben.

## Taxonomie
Die Wald-Simse wurde 1753 von Carl von Linné in Species Plantarum Tomus 1, S. 51 als Scirpus sylvaticus erstbeschrieben.

## Nutzung
Die Wald-Simse wurde früher oft als Flechtmaterial verwendet. Auch die Nutzung als Viehfutter ist überliefert.